# Alfonso Gomez-Rejon

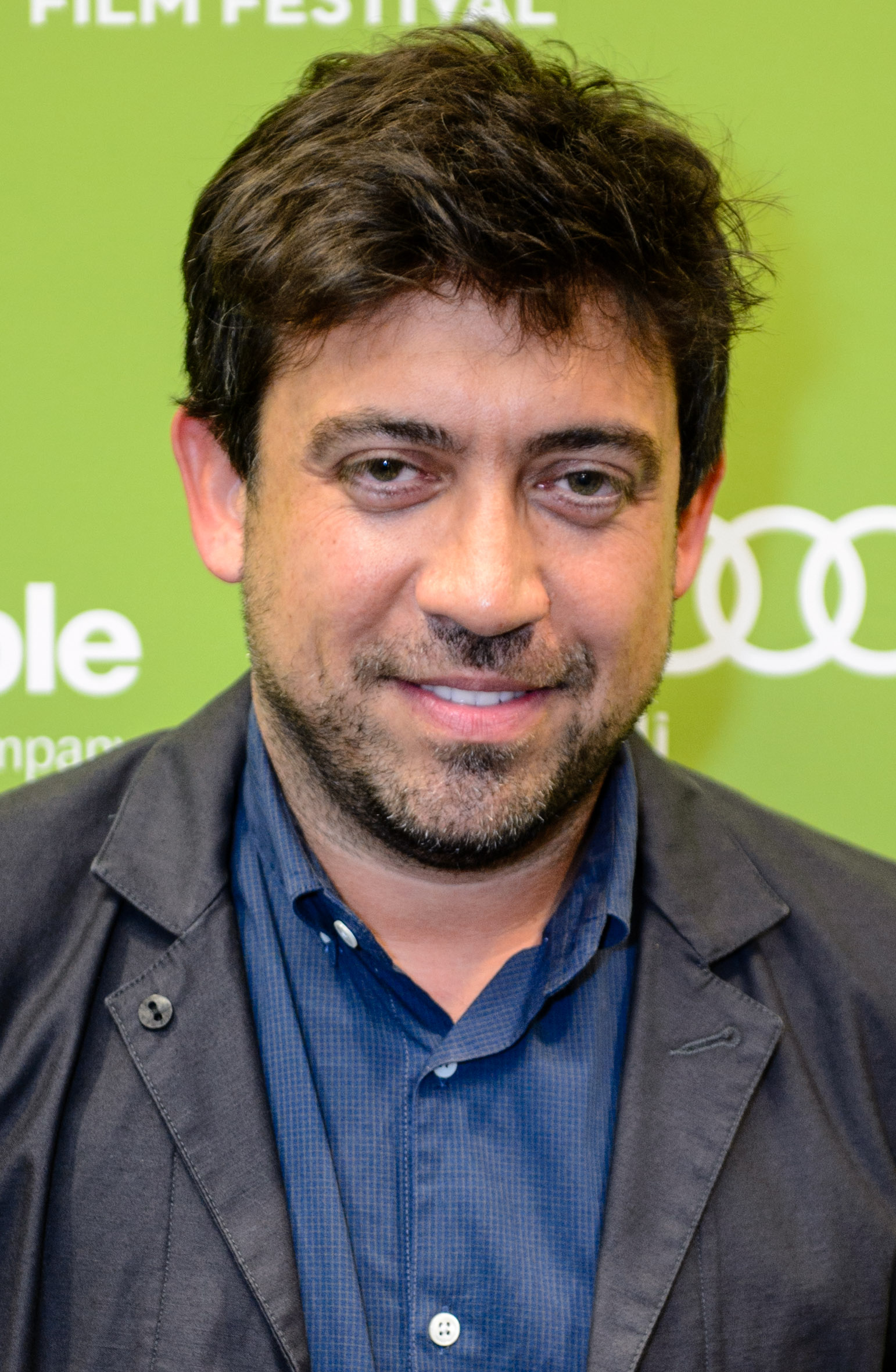
Alfonso Gomez-Rejon beim Montclair Film Festival 2015

Alfonso Gomez-Rejon (* 6. November 1972 in Laredo, Texas) ist ein US-amerikanischer Filmregisseur und -produzent.

## Leben
Gomez-Rejon wurde 1972 in Laredo in Texas nahe der mexikanisch-US-amerikanischen Grenze geboren, wo er auch aufwuchs. Gomez-Rejon erwarb einen Bachelor of Fine Arts an der New York University und erhielt 1997 einen Master of Fine Arts vom American Film Institute, wo er 1995 am dortigen Konservatorium begonnen hatte.
Bei seinen ersten beruflichen Erfahrungen im Filmbereich arbeitete Gomez-Rejon als persönlicher Assistent von Martin Scorsese, Nora Ephron, Robert De Niro und Alejandro González Iñárritu. Sein Regiedebüt bei einer Fernsehserie gab er in den Jahren 2010 bis 2012 bei acht Folgen von Glee. Von 2011 bis 2014 führte Gomez-Rejon bei insgesamt 12 Folgen der Fernsehserie American Horror Story Regie. Im Jahr 2014 gab er sein Regiedebüt bei dem Spielfilm Warte, bis es dunkel wird. Sein Film Ich und Earl und das Mädchen, der 2015 in die Kinos kam, gewann im gleichen Jahr beim Sundance Film Festival den Publikumspreis und den Großen Preis der Jury für den Besten Spielfilm. Bei dem Film Edison – Ein Leben voller Licht führt Gomez-Rejon ebenfalls Regie. Der Film mit Benedict Cumberbatch und Michael Shannon in den Hauptrollen soll am 22. Dezember 2017 in die US-amerikanischen Kinos kommen.

## Filmografie (Auswahl)
Als Regisseur
- 2010–2012: Glee (8 Folgen)
- 2011–2014: American Horror Story (Fernsehserie, 12 Folgen)
- 2014: Warte, bis es dunkel wird (The Town That Dreaded Sundown)
- 2015: Ich und Earl und das Mädchen (Me and Earl and the Dying Girl)
- 2017: Edison – Ein Leben voller Licht (The Current War)

## Auszeichnungen (Auswahl)
Emmy
- 2014: Nominierung in der Kategorie Outstanding Directing for a Miniseries, Movie or a Dramatic Special (American Horror Story, Folge Bitchcraft)
- 2014: Nominierung in der Kategorie Outstanding Miniseries (American Horror Story)

Sundance Film Festival
- 2015: Auszeichnung als Bester Spielfilm mit dem Großen Preis der Jury – Dramatic (Ich und Earl und das Mädchen)
- 2015: Auszeichnung als Bester Spielfilm mit dem Publikumspreis – Dramatic (Ich und Earl und das Mädchen)